# Katja Loher
Katja Loher es una artista visual de nacionalidad suiza, conocida por sus video esculturas e instalaciones realizadas integrando elementos orgánicos y planetarios en movimiento coreográfico desde perspectivas panorámicas aéreas proyectadas sobre diversos soportes; sus creaciones son consideradas como evocadoras de dimensiones alternativas donde el pasado, el presente y el futuro convergen. Las obras de Loher se han exhibido en museos de arte en  Italia, Rusia, China, y los Estados Unidos. Su trabajo está representado en colecciones de instituciones como Swissgrid AG, Perth Concert Hall (Escocia), y el New Britain Museum of American Art. Loher nació en Zúrich en 1979.

## Educación
La artista estudió en la École Supérieure des Beaux-Arts en Ginebra (2000-2001), y en la Hochschule für Gestaltung und Kunst en Basilea, (2001-2004), donde obtuvo respectivamente los títulos de Licenciatura y Diploma en Arte.

## Carrera
Un año después de terminar sus estudios, participó como expositora en la Primera Bienal de Arte Contemporáneo de Moscú (2005). Cinco años más tarde, exhibía su trabajo artístico en galerías de Roma, Zúrich, Nápoles, Tel Aviv, y Sao Paulo. En 2013, Loher hizo su estreno en solitario en Nueva York en la Galería C24, donde también presentó más exposiciones individuales en 2014, 2016 y 2018. También realizó exposiciones individuales entre 2013 y 2020 en la Galería Anya Tish de Houston, TX, USA , y en la Galería Andres Thalmann de Zúrich, Suiza, entre 2013 y 2018.
La lista de museos de arte donde se ha exhibido obras de Loher incluye los siguientes: Kunsthalle Palazzo (Basilea, Suiza 2007), Museo MAXXI (Roma 2010), Haus für Kunst (Uri 2013), Museo de Arte Figge (Davenport, USA 2014),  Museo Telfair (Savannah, Georgia, USA 2015), Museo del Hermitage (San Petersburgo, Rusia 2005), Today Art Museum (Beijing, China 2016), Museo Bruce de Artes y Ciencias (Greenwich, CT, USA 2017), Long Museum, Shanghai (China 2014), Museo de Arte de San José (San Jose, CA, USA 2014, y el New Britain Museum of American Art (New Britain, CT, USA 2015).
Las instalaciones audiovisuales de Loher también se han presentado en lugares al aire libre y festivales de todo el mundo, entre ellos el Festival Fringe de Dublín en 2006, el Arts Festival 2007 en Beijing, el Festival Next Wave de la Academia de Música de Brooklyn en 2014, el Festival PULSE (Savannah, GA) en 2015, el India Art Fair (Embajada de Suiza, Nueva Delhi, 2018), y el Festival Nou Le Morne (Mauritius, 2019).
En cuanto a premios, en 2004 Loher recibió el premio CreaTVty para nuevos medios del Centro de producción de televisión de Zúrich; en 2008, el Departamento de Cultura de su ciudad natal Schaffhausen le concedió una residencia de artista de seis meses en Berlín, y en 2010 recibió el segundo premio Art Credit de la ciudad de Basilea.
La obra de esta artista ha sido revisada en medios de arte y periódicos, y está presente en una serie de volúmenes publicados por la Galería Andres Thalmann.

## Trabajos

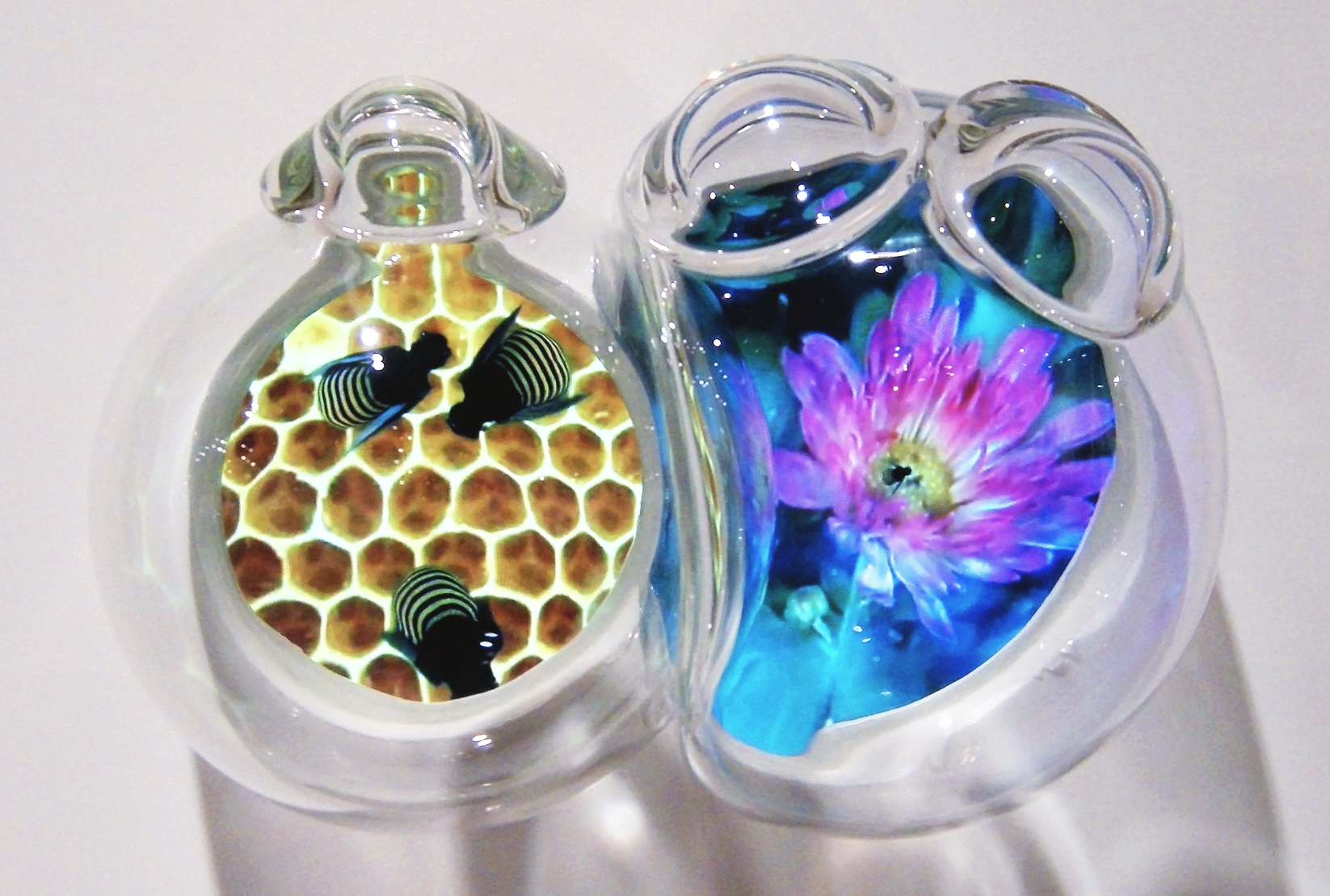
Beebubble, obra en vidrio soplado de Katja Loher

Algunas de las instalaciones de arte de Loher exhibidas en los últimos años son:
- 2010 Burbujas : estrenada en la Galería Andres Thalmann de Zúrich, una escultura basada en piezas de vidrio con forma de burbujas en cuyo interior se proyectaban imágenes de video en 3D, que muestran a bailarines en miniatura vestidos de forma luminosa grabados desde arriba, formando patrones y ornamentos caleidoscópicos, acompañados de textos poéticos inspirados en el poeta chileno Pablo Neruda.[48]
- 2012 Timebubble: presenta al compositor y pianista estadounidense Philip Glass como el maestro del tiempo. Esta video-escultura muestra por un lado a bailarines imitando los movimientos mecanizados de los diversos componentes de un reloj que, como las secciones de la orquesta, siguen la dirección del compositor. Por otro lado, un área similar a un laberinto está habitada por criaturas cuyos movimientos crean un espacio positivo y negativo.[49]
- 2014 Bang Bang - exhibida en C24 Gallery en Chelsea, la instalación que consiste en proyecciones de video coreográficas de bailarines sincronizados disfrazados en estilo Busby Berkeley vistos desde arriba, acompañados de preguntas existenciales humorísticas o abstractas.[50]
- 2014 Videoplanet-Orchestra: exhibida en el Museo de Arte Figge y en la Galería C24, proyecciones de video de arte performatico, música y danza en orbes colgantes, con elementos interrogativos que abordan el equilibrio entre los humanos, la naturaleza y la tecnología.[51][52]

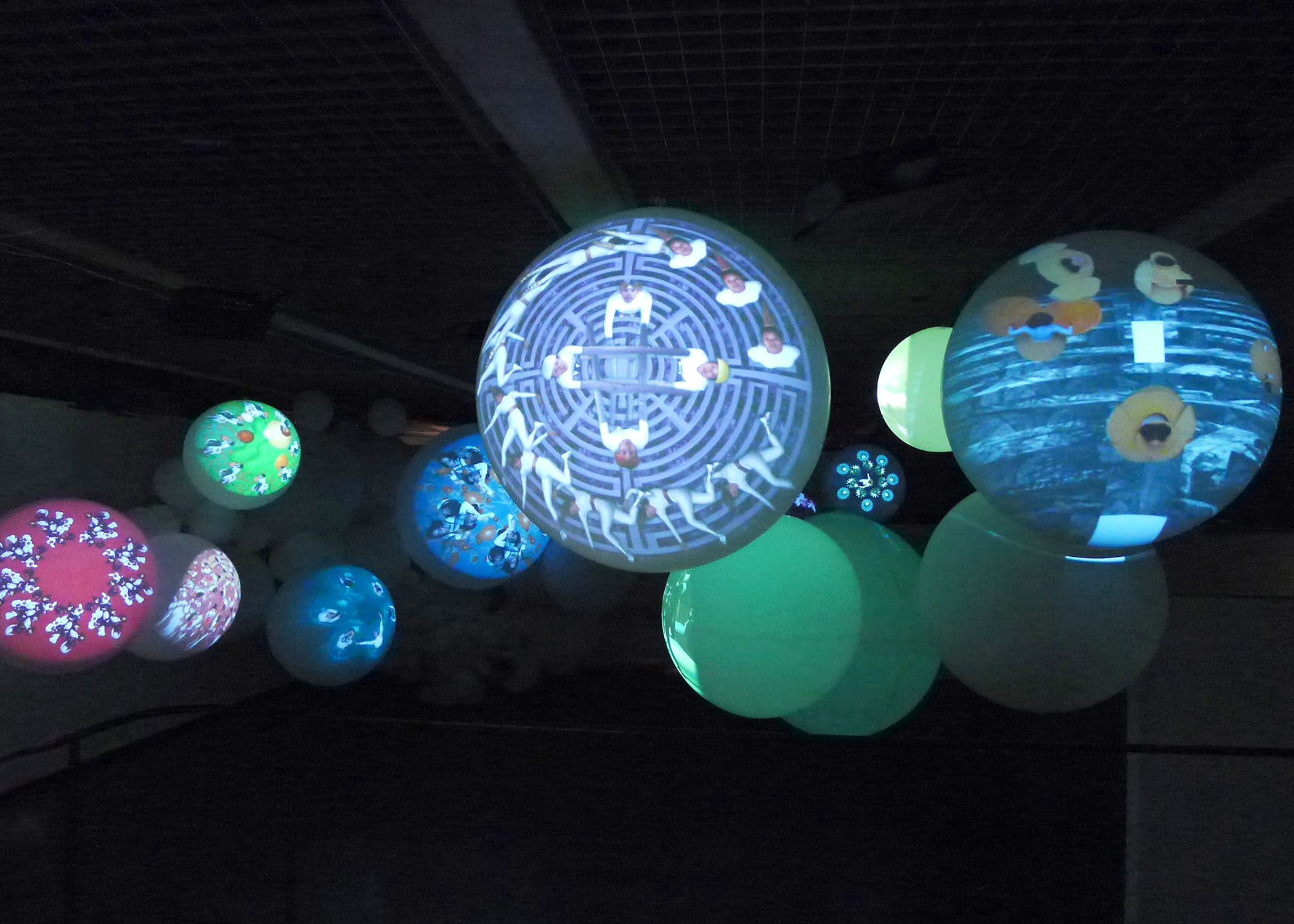
Videoplanets de Kaja Loher

- 2015 Beeplanet – exhibido en el Centro Jepson para las Artes (Savannah, GA), mostró orbes de vidrio soplado a mano usados como pantallas para proyectar videos de concientización ambiental.[36]
- 2016 Vuela Vuela - exhibida en C24 Gallery en Chelsea, burbujas de vidrio y recursos de la selva se combinan con proyecciones de coreografías de criaturas surrealistas que exploran los cuatro elementos de la naturaleza, invocando al sanador, su medicina y sus plantas.[53]
- 2018 ¿Dónde termina el arco iris? - instalado permanentemente en la sede de Swissgrid (Aarau), una línea de videos de siete secciones donde en los que figuras de hormigas se mueven a lo largo de los elementos de la naturaleza (agua, tierra, aire y fuego) y luego hacia los "sueños", invitando al espectador a preguntas filosóficas que contrastan con un entorno de trabajo técnicamente complejo.[54]
- 2019 Semillas de vida : producido en The House Collective y presentado en sus sitios en Hong Kong, Chengdu, Beijing y Shanghai (China), donde Loher se unió al diseñador de Feng Shui Thierry Chow, los diseñadores de moda Dirty Pineapple, el pintor de tinta china Wu Hao y creativos locales para producciones en sitios específicos a gran escala que exploran los cinco elementos tradicionales chinos de la naturaleza (madera, fuego, tierra, metal y agua), integrando recursos audiovisuales y tradiciones locales para unir el pasado, el presente y el futuro proyectados en  'globos' caleidoscópicos. Ello haciendo contrapunto con el entorno arquitectónico tradicional.[2][55]
- 2020 ¿Qué pasa con las golondrinas que llegan tarde a la primavera? - exhibida en la Galería Anya Tish, se proyectan intrincadas imágenes sobre grandes esferas flotantes y burbujas de vidrio encajonadas en nidos de pájaros, para mostrar un universo de planetas exóticos donde criaturas, paisajes y texturas armonizan, cuestionando el rol del individuo en el gran universo.[56]
- 2021 Plankton Manifesto - estrenada en  Altstadt Zúrich, una videoescultura de formas fluidas y luminosas alusivas al plancton marino  y su valor ecológico, acompañada de música, danzas, disfraces y voces.[57]